# کوجی یاماس
کوجی یاماس (به انگلیسی: Koji Yamase) بازیکن فوتبال اهل ژاپن و عضو تیم ملی فوتبال ژاپن است که در تاریخ ۰۹ اوت ۲۰۰۶ میلادی اولین بازی ملی‌اش را انجام داد. او در ۱۳ بازی ملی حضور داشت و آخرین بازی ملی خود را در تاریخ ۷ آوریل ۲۰۱۰ میلادی انجام داد. کوجی یاماس در بازی‌های ملی‌اش
۵ گل به ثمر رساند.